# Новый (Черноземельский район)
Новый (калм. Шин) — сельский населённый пункт в Черноземельском районе Калмыкии, входит в состав Ачинеровского сельского муниципального образования.

## География
Посёлок расположен на западе Черноземельского района в пределах Прикаспийской низменности в 18 километрах (по грунтовым дорогам) к северо-востоку от посёлка Ачинеры (центр муниципального образования).

## История
Здесь располагалась ферма № 3 совхоза «Черноземельский». В 1970-80-е годы в посёлке работали малокомплектная школа, сельский клуб. Численность учащихся в школе достигала 60 человек. Ликвидация фермы в 1990-е годы лишила жителей посёлка основного источника средств у существованию и привела к постепенной деградации посёлка. По состоянию на 01.10.2012 в посёлке числислоь 4 жилых двора, население составило 12 человек

## Население
| 2002 | 2010 |
| ---- | ---- |
| 11   | ↗17  |

Национальный состав
Согласно результатам переписи 2002 года большинство населения посёлка составляли чеченцы (91 %)